# 혈의 누 (영화)
《혈의 누》는 2005년 개봉한 한국의 미스터리 범죄 스릴러 영화다. 19세기 초 조선을 배경으로 외딴 섬 동화도에서 5일간 일어나는 연쇄살인사건을 다뤘다. 김대승 감독이 연출하고 차승원과 박용우가 주연을 맡았다.
제42회 백상예술대상 영화부문 작품상 수상작이고, 제13회 춘사영화제에서 작품상과 감독상 등 7개 부문을 수상했다. 한국영화평론가협회가 뽑은 2005년 '영평상 10대 영화'에 선정되었다.

## 줄거리
19세기 조선시대 말엽, 제지업을 기반으로 성장한 외딴 섬 마을 동화도. 어느날 조정에 바쳐야 할 제지가 수송선과 함께 불타는 사고가 벌어지고, 사건을 해결하고자 수사관 원규 일행이 동화도로 파견된다.
섬에 도착한 첫 날, 화재사건의 해결을 서두르던 원규 일행 앞에서 참혹한 살인사건이 일어난다. 범인을 알 수 없는 살인 사건으로 동요하는 마을 사람들은 7년전, 역모를 이끈 천주교도와 한패로 낙인찍혀 온 가족이 참형을 당한 강객주의 원혼이 일으킨 저주라 여기며 점점 광기에 휩싸여간다.
불길한 섬에 고립 되어가는 원규 일행은 살인범의 자취를 찾지 못한 채 점점 광기어린 마을 사람들의 분위기에 동요되고 만다. 게다가 사건을 해결하기 위해 냉철하게 추리해나가던 원규 앞에 참혹한 연쇄 살인 사건이 이어진다. 제지소 주인의 아들 인권은 흉흉한 마을 분위기를 강압적인 태도로 잡으며 원규와 끊임없이 대립한다. 여기에 참형 당한 강객주에게 은혜를 입었던 두호의 등장으로 원규는 점점 혼란속에 빠져든다.

## 제작 과정
시나리오의 뼈대는 이원재 작가가 영화사의 제안을 받고 만들어졌다. 기획과 시나리오 작업에만 3년을 거쳤는데, 이 시기에 장소가 섬으로 바뀌고 주인공도 암행어사에서 군관으로 바뀌게 된다. 2004년 6월에 촬영을 시작되었지만, 시작한 지 얼마 지나지 않아 장마로 인해 촬영을 중단했으며, 이 시기에 배우들은 다도, 예절, 승마 등에 대한 교육을 받으며 예행연습을 했다. 촬영은 한 달 뒤인 7월에 소연의 시체를 발견하는 장면부터 재개되었다. 도입부에 불에 타는 수송선은 청해진 선박연구소의 도움을 받아 7000만원의 제작비를 들여 완성되는데, 화재 장면을 찍는 도중에 선박이 침수되어 어려움을 겪기도 했다. 또한 촬영 중에 차승원이 말에서 떨어져 늑골이 골절되는 사고를 당하기도 했다. 촬영을 시작하던 시점에는 10년 만에 찾아온 폭염과 싸워야 했으나, 촬영이 이듬해 2월까지 이어졌다. 두호가 소연을 바다에서 건지는 장면은 추위와 싸워가며 찍어야 했다. 촬영은 2005년 2월 말이 되어서야 비로소 완료되었다.

## 출연진
- 차승원 - 이원규 역
- 박용우 - 김인권 역
- 지성 - 두호 역
- 윤세아 - 강소연 역
- 최종원 - 최 차사 역
- 박철민 - 조달령 역
- 유해진 - 독기 역
- 정규수 - 장호방 역
- 박충선 - 장학수 역
- 최동준 - 이지상 역
- 임종윤 - 홍 사령 역
- 최지나 - 만신 역
- 권태원 - 선 부장 역
- 김왕근 - 남 의원 역
- 김기천 - 허 서방 역
- 이재구 - 검율 역
- 김학규 - 번수 역
- 이용직 - 선원 1 역
- 김준원 - 주민 5 역
- 주효만 - 초지공 1 역
- 설지윤 - 소연 모 역
- 오현경 - 김치성 역(특별출연)
- 천호진 - 강객주 역(특별출연)

## 수상
- 2005년 제42회 대종상 미술상(민언옥)
- 2005년 제42회 대종상 의상상(정경희)
- 2005년 제4회 대한민국 영화대상 미술상(민언옥)
- 2005년 제4회 대한민국 영화대상 시각효과상(신재호)
- 2005년 제4회 대한민국 영화대상 음향상(김석원, 김창섭)
- 2005년 제13회 춘사영화제 작품상(좋은영화)
- 2005년 제13회 춘사영화제 감독상(김대승)
- 2005년 제13회 춘사영화제 남우조연상(박용우)
- 2005년 제13회 춘사영화제 촬영상(최영환)
- 2005년 제13회 춘사영화제 조명상(김성관)
- 2005년 제13회 춘사영화제 기술상(신재호)
- 2005년 제13회 춘사영화제 편집상(김상범)
- 2005년 제25회 한국영화평론가협회상 기술상(신재호)
- 2005년 제25회 한국영화평론가협회상 영평상 10대 영화
- 2005년 제26회 청룡영화제 기술상(신재호)
- 2006년 제42회 백상예술대상 영화부문 작품상